# Cotelo Alto
Cotelo Alto (llamada oficialmente O Cotelo) es una aldea española situada en la parroquia de Chavaga, del municipio de Monforte de Lemos, en la provincia de Lugo, Galicia.

## Localización
Se encuentra a una altitud de 459 metros sobre el nivel del mar, a los pies del monte de O Castro.

## Demografía
| Gráfica de evolución demográfica de Cotelo Alto entre 2000 y 2020 |
|                                                                   |
| Datos según el nomenclátor publicado por el INE.                  |